# Огойна, Дими
Дими Огойна (англ. Dimie Ogoina, род. 2 февраля 1974, Порт-Харкорт) — нигерийский врач-инфекционист, профессор медицины в Университете дельты Нигера (NDU) и главный врач университетской больницы NDU; президент Нигерийского общества инфекционных заболеваний (Nigerian Infectious Diseases Society), председатель Комитета по чрезвычайной ситуации в связи с резким подъёмом заболеваемости оспой обезьян (2024).

## Биография
Дими Огойна учился в средней школе в крупнейшим городе Нигерии, в Лагосе. Он получил степень бакалавра медицины, со специализацией в хирургии, в Университете Ахмаду Белло (Ahmadu Bello University, ABU).
Затем он работал преподавателем и врачом-консультантом в клинике ВИЧ/СПИДа при учебной больнице Университета Бингема (ECWA Bingham University) в Джосе. После этого он перешёл в Университет дельты Нигера (NDU), где начал работать в больнице при NDU: занимал последовательно должности заведующего кафедрой, ректора медицинского колледжа, председателя медицинского консультативного комитета и главного медицинского директора. Стал профессором медицины NDU, специализируюсь на исследованиях ВИЧ/СПИДа, а также — резистентности к антимикробным препаратам.
В 2017 году профессор Огойна выявил первый за несколько десятилетий случай оспы обезьян (mpox) в Нигерии. По состоянию на 2024 год состоял президентом Нигерийского общества инфекционных заболеваний (Nigerian Infectious Diseases Society). В апреле 2023 года Огойна был включен в список Time 100 наиболее влиятельных людей года по мнению американского журнала Time. В августе 2024 года был избран председателем Комитета по чрезвычайной ситуации в связи с резким подъемом заболеваемости оспой обезьян, созванного Всемирной организацией здравоохранения (ВОЗ).

## Работы
- Adesola Yinka-Ogunleye, Olusola Aruna, Mahmood Dalhat, Dimie Ogoina, Andrea McCollum, Yahyah Disu, Ibrahim Mamadu, Afolabi Akinpelu, Adama Ahmad, Joel Burga, Adolphe Ndoreraho, Edouard Nkunzimana, Lamin Manneh, Amina Mohammed, Olawunmi Adeoye, Daniel Tom-Aba, Bernard Silenou, Oladipupo Ipadeola, Muhammad Saleh, Ayodele Adeyemo, Ifeoma Nwadiutor, Neni Aworabhi, Patience Uke, Doris John, Paul Wakama, Mary Reynolds, Matthew R Mauldin, Jeffrey Doty, Kimberly Wilkins, Joy Musa, Asheena Khalakdina, Adebayo Adedeji, Nwando Mba, Olubunmi Ojo, Gerard Krause, Chikwe Ihekweazu, Anna Mandra, Whitni Davidson, Victoria Olson, Yu Li, Kay Radford, Hui Zhao, Michael Townsend, Jillybeth Burgado, Panayampalli S. Satheshkumar. Outbreak of human monkeypox in Nigeria in 2017–18: a clinical and epidemiological report (англ.) // The Lancet Infectious Diseases. — 2019. — August (vol. 19, iss. 8). — P. 872–879. — ISSN 1473-3099. — doi:10.1016/s1473-3099(19)30294-4.
- Dimie Ogoina, Michael Iroezindu, Hendris Izibewule James, Regina Oladokun, Adesola Yinka-Ogunleye, Paul Wakama, Bolaji Otike-odibi, Liman Muhammed Usman, Emmanuel Obazee, Olusola Aruna, Chikwe Ihekweazu. Clinical Course and Outcome of Human Monkeypox in Nigeria (англ.) // Clinical Infectious Diseases. — 2020. — 5 November (vol. 71, iss. 8). — P. e210–e214. — ISSN 1058-4838. — doi:10.1093/cid/ciaa143.
- Dimie Ogoina. Fever, fever patterns and diseases called ‘fever’ – A review (англ.) // Journal of Infection and Public Health. — 2011. — August (vol. 4, iss. 3). — P. 108–124. — doi:10.1016/j.jiph.2011.05.002.
- Dimie Ogoina, James Hendris Izibewule, Adesola Ogunleye, Ebi Ederiane, Uchenna Anebonam, Aworabhi Neni, Abisoye Oyeyemi, Ebimitula Nicholas Etebu, Chikwe Ihekweazu. The 2017 human monkeypox outbreak in Nigeria—Report of outbreak experience and response in the Niger Delta University Teaching Hospital, Bayelsa State, Nigeria (англ.) // PLOS One  / ed. Kingsley Nnanna Ukwaja. — 2019. — 17 April (vol. 14, iss. 4). — P. e0214229. — ISSN 1932-6203. — doi:10.1371/journal.pone.0214229.